# میرناصر تیلاوی
میرناصر تیلاوی یکی از درباریان صفویه، رئیس ایل چگنی و جد خوانین ایل طولابی می‌باشد. او فرزند ارشد میرجنت و از نوادگان میرمحمدی بیست و سومین اتابک لر کوچک است.
پس از مرگ میرقیصرخانه نیدل و میرجنت در جنگ با شاه عباس صفوی، برای جلوگیری از تنش مجدد میان بازماندگان آل خورشید و والیان فیلی، شاه صفوی نوادگان میرجنت را به بین‌النهرین تبعید می‌کند. اما پس از ده سال به دلیل لیاقت میرناصر و نسبت فامیلی میرناصر با همسر شاه عباس (همسر شاه عباس صفوی عمه پدربزرگ میرناصر بوده است) او را به اصفهان فرا می‌خواند. ایرج کاظمی نویسنده برجسته در کتاب «میرنوروز» می‌نویسد:

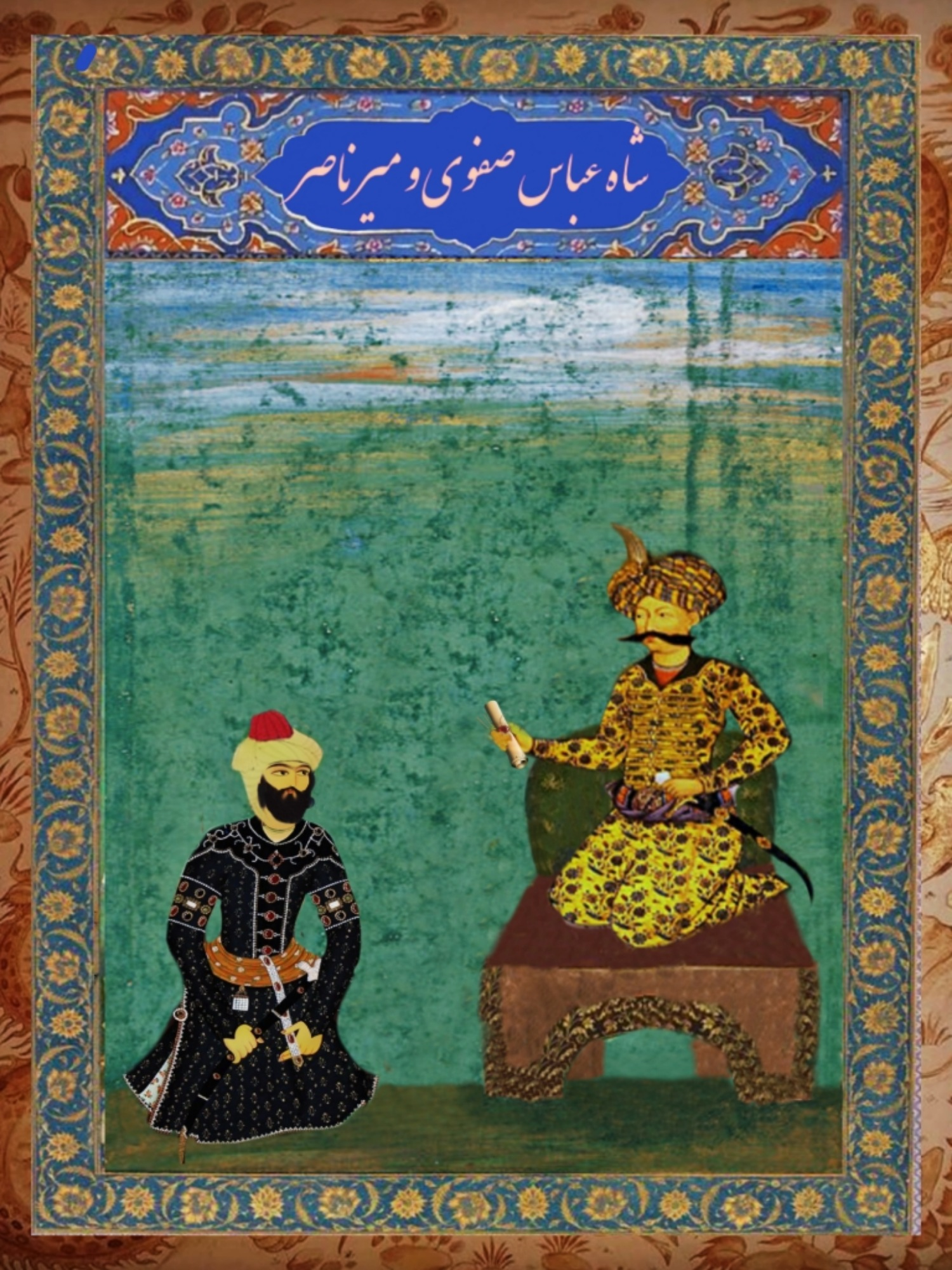
مینیاتور دیدار شاه عباس یکم صفوی با میرناصر

طایفه طولابی از اعقاب میرناصر فرزند میرجنت بوده و آنچه نوشته شده از بین‌النهرین به این منطقه آمده و تقریباً در ششصد سال قبل زمانی که اصفهان مرکزیت داشته با سلاطین وقت ارتباط و تقرب داشته است.

## ریاست ایل چگنی
شاه عباس صفوی میرناصر را به ریاست چگنی منصوب و روانه لرستان می‌کند. علی محمد ساکی از نویسندگان و مورخان مشهور لرستان در صفحه ۱۹۳ کتاب «جغرافیای تاریخی و تاریخ لرستان» می‌نویسد:
طایفه طولابی از نسل میرناصر پسر میرجنت بوده‌اند و از حدود بین‌النهرین به این سرزمین کوچ کرده‌اند و دربار صفویه، میرناصر را با سمت ریاست، روانه چگنی ساخته است. اینان در سماق سکونت اختیار کرده‌اند.

محمدرضا والی‌زاده معجزی در کتاب «تاریخ ایلات و طوایف لرستان» در این مورد می‌نویسد:
میرناصر پسر میرجنت نیای خوانین طولابی است و چون میرناصر مردی لایق بود مورد توجه و عنایت خاص شاه عباس صفوی واقع شده و او را به سمت ریاست طوایف چگنی به لرستان فرستاده و او در محل معروف به سماق سکونت گزیده.

بهمن آزادی چگنی نیز در کتاب «تاریخ معاصر چگنی» به میرناصر اشاره می‌کند و می‌نویسد:
خوانین طولابی را از نسل میرناصر پسر میرجنت می‌دانند. آنها از نزدیکان اتابکان لر بوده‌اند.

## لقب تیلاوی
در زبان ترکی اوغوز «تیل آو» به معنی بزرگ، بهادر و حاکم است. شاه عباس یکم صفوی به دلیل لیاقت و رشادت میرناصر به او این لقب را داد. نام امروزی طولابی شکل تغییر یافته «تیلاوی» و ترجمه اشتباه یک لغت ترکی به فارسی است که البته در برخی مناطق هنوز با نام تیلاوی شناخته می‌شود.

## نوادگان میرناصر
خانواده‌های زیر از نوادگان میرناصر اول می‌باشند که لقب تیلاو بمعنای امیر و بهادر را از دربار صفوی دریافت نمود و به عنوان خوانین ایل طولابی محسوب می‌شوند:
- خانواده‌های باقری طولابی، تیموری طولابی، بهادری طولابی که فرزندان میرناصر هستند.
- خانواده میرناصری، تشمال ایل تیلاوی از شاخه میرناصر دوم فرزند میراحمد در ایلام هستند.
- سایر خانواده‌های ایل تیلاوی:
- خانواده‌های طولابی، دارابی، دباغ، تیلاوی، بهادری، زرین قدم، سام نژاد، سلاطی (ساکن باباعباس)، احمدی، حیاتی، کاویانی، قوامی و پیروزنژاد و (نیکان و تیلاوی ساکن خوزستان) که از شاخه علی‌محمدخان معروف به پیروز هستند.
- خانواده‌های طولابی، عزتی، توحیدی، کریم زاده، احمدی و سعیدی از شاخه کایدوند و خانواده‌های زمانی، زریان، سبزی پور، طلایی، فیضیان، مقدم، فرهمند، فیروزی و کاشف که از شاخه ابراهیم وند یا اورام خانی هستند.